# Isola di Vancouver
L'isola di Vancouver (in inglese Vancouver Island, in francese Île de Vancouver) è un'isola dell'Oceano Pacifico, localizzata lungo la costa occidentale della Columbia Britannica in Canada. Battezzata in onore di George Vancouver, l'ufficiale britannico della Royal Navy che esplorò la costa nord-occidentale del Pacifico tra il 1791 e il 1794, le città principali sono Victoria, Nanaimo e Port Alberni, mentre la città di Vancouver, che si trova sulla terraferma, è collegata a Victoria e Nanaimo tramite traghetti.

## Geografia e clima

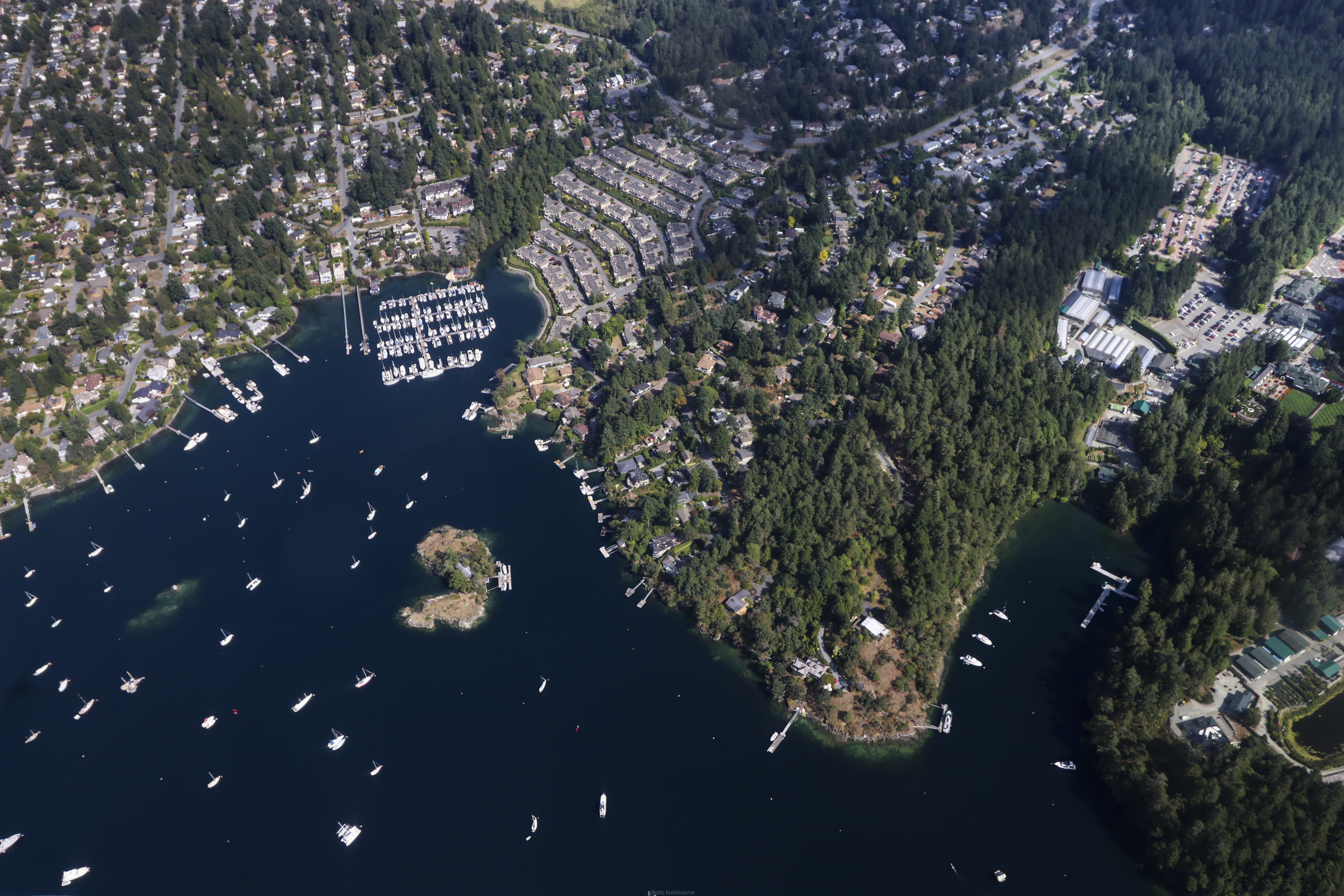
Vancouver Island, fotografia aerea

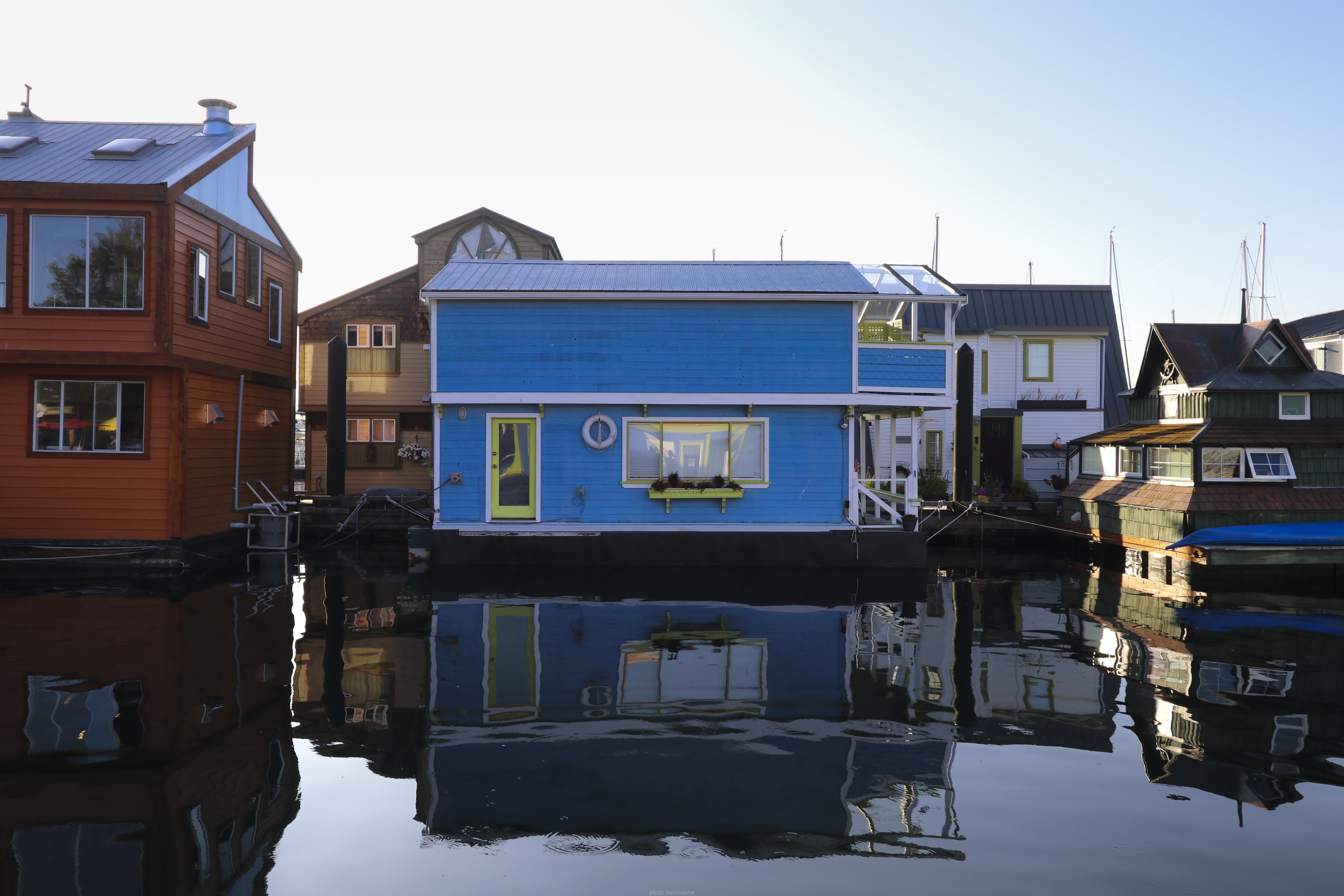
Case galleggianti, Victoria

L'isola si trova all'angolo sud-occidentale della Columbia Britannica ed è separata dalla terraferma canadese dallo stretto di Georgia e dallo stretto della Regina Carlotta, mentre lo stretto di Juan de Fuca la separa dal territorio statunitense dello Stato di Washington. A ovest dell'isola si trova l'Oceano Pacifico.
L'isola è divisa in due dalla catena dei Vancouver Island Ranges che la percorrono nella sua interezza. Il punto più alto di questa catena è la Golden Hinde, alta 2 198 metri. Il clima dell'isola è tra i più miti di tutto il Canada. D'estate, le temperature massime raggiungono i 30 °C.
La costa occidentale è uno dei luoghi più umidi del Nord America e, a parte alcune zone del Cile, una delle regioni più umide del mondo insieme ai territori equatoriali. Nelle cittadine di Tofino e Ucluelet la media annua delle precipitazioni è di 3300 mm.
La costa orientale, soprattutto della parte sud e le isole Juan de Fuca, ha un clima quasi mediterraneo (classificazione dei climi di Köppen: Csa) con la stagione estiva più secca, e le temperature massime raggiungono i 30 °C e il minimo d'inverno di −7 °C.
Sull'Isola di Vancouver fu trovato ed abbattuto il più alto esemplare vegetale del mondo: un abete di Douglas che aveva raggiunto un'altezza di 126 metri.